# Шевчук Любов Теодорівна
Любов Теодорівна Шевчук (9 березня 1951, Львів) — науковець у галузі економіки та соціальної географії, доктор економічних наук (2005), професор.

## Біографічна довідка
Народилась 9 березня 1951 р. у м. Львові в сім'ї робітника. У 1968 році стала студенткою географічного факультету Львівського державного університету імені Івана Франка, який закінчила у 1973 році. 
Згідно з направленням ЛНУ імені Івана Франка з 1973 року почала працювати в архітектурно-планувальній майстерні №2 Львівського філіалу “Діпроміст” (зараз «Містопрект»). Автор генеральних планів багатьох міст західних областей України, а саме: Львова, Мукачево, Луцька та ін. За економічне обґрунтування “Проекту детального планування центральної частини міста Ужгорода” у складі авторського колективу отримала у 1987 році другу премію Комітету містобудівництва та архітектури України.
Роки навчання в аспірантурі (1982-1986) у Львівському відділенні Інституту економіки дозволили Шевчук Любові Теодорівні здійснила переоцінку проблем економіки містобудівництва крізь призму регіональної економіки, що відображено в авторських розділах колективних монографій “Львів у 2010 році. Програмні основи розвитку народногосподарського комплексу” (1984), “Українські Карпати” (1988) та ін. Підготувала й захистила у 1987 р. кандидатську дисертацію на тему “Проблеми раціонального використання трудових ресурсів у малих містах в зоні впливу великого міста (на прикладі малих міст зони впливу міста Львова)” (науковий керівник академік НАН України Мар’ян Долішній). 
У 1988 році стала головним економістом Львівського філіалу “Діпроміст”, очолила створений на базі Львівського філіалу “Діпроміст” філіал кафедри економічної і соціальної географії Львівського державного університету імені Івана Франка. 
У 1992 році згідно з конкурсом зарахована на посаду доцента кафедри економічної і соціальної географії Львівського державного університету імені Івана Франка. Співавтор навчального посібника “Соціально-економічна географія України” (науковий редактор О.І.Шаблій), який вперше виданий у 1994 році, а потім ще кілька разів перевидавався. Автор одноосібних навчальних посібників для студентів, серед яких: “Основи медичної географії” (1997), “Сакральна географія” (1999), Китай (1999) та інші. Її навчальний посібник “Соціальна географія” відзначений першою премією на конкурсі Міністерства освіти України і фонду “Відродження” (1994) (Посібник розглядався на конкурсі під девізом “І будуть люди на Землі”).
З 1995 року працювала за сумісництвом в Інституті регіональних досліджень НАН України на посаді завідувача сектором. Взяла участь у розробці низки вітчизняних та зарубіжних проектів.
Наукові розвідки Л.Шевчук, які узагальнені й висвітлені в монографії “Медико-соціальні аспекти використання трудового потенціалу: регіональний аналіз і прогноз” (2003), представляють сформований автором новий напрямок наукового дослідження використання трудового потенціалу, суть якого полягає у розробці теоретико-методологічних та методичних засад використання трудового потенціалу в контексті врахування медико-соціальних основ та обґрунтування підходів до побудови нової парадигми  економічної науки.
З 2005 р. Шевчук Любов Теодорівна - завідувач відділу територіальних суспільних систем і просторового розвитку Інституту регіональних досліджень НАН України. У 2005 р. захистила подану на здобуття наукового ступеня доктора економічних наук дисертацію на тему: “Медико-соціальні основи використання трудового потенціалу в Україні” за спеціальністю 08.09.01 – Демографія, економіка праці, соціальна економіка і політика.
З 2013 р. і по сьогоднішній день працює на посаді проректора з наукової роботи і міжнародних зв’язків Тернопільського інституту соціальних та інформаційних технологій (ТІСІТ).

## Наукова діяльність
Серед напрямків наукових пошуків Л. Т. Шевчук особливу увагу приділено дослідженню стратегічних засад розвитку регіонів, міст і районів, аналізу проблем використання трудового потенціалу, вивченню проблем індивідуального та суспільного здоров'я, збереженню генофонду нації, формуванню здорового способу життя, дослідженню систем соціально-культурного обслуговування населення та найрізноманітніших проблем регіоналістики.
Л.Т.Шевчук - науковий керівник тем “Розроблення обґрунтувань соціально-економічного розвитку міста Львова до окремих розділів Генерального плану м. Львова” (державний реєстраційний номер 0107U010970), “Трансформація територіально-галузевої структури господарського комплексу Карпатського регіону” (державний реєстраційний номер 0106U013078), “Стимулювання регіонального розвитку Закарпатської області” (державний реєстраційний номер 0108U001461), “Просторовий вимір територіально-структурних процесів у регіоні” (державний реєстраційний номер 0108U010367), “Оцінка сучасного стану та систематизація проблем соціально-економічного розвитку малих міст (на прикладі Карпатського регіону)” (державний реєстраційний номер 0111U000709), “Оцінка перспектив розвитку метрополійних функцій обласних центрів Західного регіону України” (державний реєстраційний номер 0113U000105) та ін.
Результати наукових досліджень Шевчук Л.Т. апробовані на всеукраїнських і міжнародних конференціях,  семінарах в інших країнах світу, зокрема в Бельгії (1993), Фінляндії (1994, 1999), Угорщині (1994), США (1995), Польщі (1994, 1999, 2005-2013).
Протягом 1991-2013 рр. Шевчук Л.Т. підготувала 1 кандидата географічних наук, 15 кандидатів економічних наук, і 5 докторів економічних наук.

## Наукові праці
За період 1976-2013 рр. опублікувала 406 наукових та науково-методичних праць, монографій, посібників, статей у виданнях інших держав.
Одноосібні монографії і книги:
1.Шевчук Л.Т. Основи медичної географії. – Львів: Львівський державний університет ім.Івана Франка, 1997. – 167 с.
2.Шевчук Л.Т. Сакральна географія. – Львів: Світ, 1999. - 160 с.
3.Шевчук Л.Т. Розміщення продуктивних сил. – Львів: Видавничий центр ЛНУ імені Івана Франка, 2001. – 150 с.
4.Шевчук Л.Т. Китай: соціально-економіко-географічна характеристика. - Львів: Світ, 1999. – 136 с.
5.Шевчук Л.Т. Медико-соціальні аспекти використання трудового потенціалу: регіональний аналіз і прогноз. – Львів, 2003. – 489 с.
6.Шевчук Л.Т. Соціальна географія: Навчальний посібник. – К.: Знання, 2007. – 350 с.
7.Шевчук Л.Т. Регіональна економіка: Навчальний посібник. – К.: Знання, 2011.	- 319 с.
У період 1984-2013 рр. нею підготовлені розділи в понад 20 колективних монографіях, понад 30 її публікацій розміщено в закордонних виданнях. У 2008-2013 рр. опубліковано 12 монографій, науковим редактором яких була Шевчук Л.Т.
Зараховує себе до Львівської школи соціальної географії, економічної і соціальної географії, геоурбаністики, до Львівської школи регіоналістики та працересурсної школи.
Щорічно вчені роблять ряд посилань на праці Шевчук Л.Т. 
Шевчук Любов Теодорівна є автором поетичних збірок «Настала осінь золота» (2004), «Рікою спогади пливуть» (2005), «Філософські істини» (2009), «Дорогами життя: сакральне і земне» (2010), «Батькова наука» (2011), «Душа моя молитви просить» (2012).

## Відзнаки та нагороди
У 1987 р. Любов Теодорівна Шевчук була нагороджена другою премією Комітету містобудівництва та архітектури України за економічне обґрунтування “Проекту детального планування центральної частини міста Ужгорода”. 
У 1994 р. її навчальний посібник “Соціальна географія” відзначений першою премією на конкурсі Міністерства освіти України і фонду “Відродження”. 
У 2001 р. вона отримала подяку ректора Львівського національного університету імені Івана Франка за сумлінну працю, вагомі здобутки в науковій і педагогічній діяльності. 
У 2008 р. Шевчук Любов Теодорівну нагороджено Почесною грамотою Президії Національної академії наук України.